# Kowieniów
Kowieniów – dawna kolonia. Tereny, na których była położona leżą obecnie na Białorusi, w obwodzie mińskim, w rejonie wilejskim, w Ludwinów.
Dawniej używana nazwa – Kawieniowo.

## Historia
W czasach zaborów w powiecie wilejskim, w guberni wileńskiej Imperium Rosyjskiego.
W latach 1921–1945 folwark a następnie kolonia leżała w Polsce, w województwie wileńskim, w powiecie wilejskim, w gminie Kościeniewicze.
Według Powszechnego Spisu Ludności z 1921 roku zamieszkiwało tu 55 osób, 31 były wyznania rzymskokatolickiego a 24 prawosławnego. Jednocześnie 51 mieszkańców zadeklarowało polską a 4 białoruską przynależność narodową. Było tu 6 budynków mieszkalnych. W 1931 w 14 domach zamieszkiwało 89 osób.
Wierni należeli do parafii rzymskokatolickiej w Kościeniewiczach. Miejscowość podlegała pod Sąd Grodzki w Krzywiczach i Okręgowy w Wilnie; właściwy urząd pocztowy mieścił się w Kościeniewiczach.
W wyniku napaści ZSRR na Polskę we wrześniu 1939 miejscowość znalazła się pod okupacją sowiecką. 2 listopada została włączona do Białoruskiej SRR. Od czerwca 1941 roku pod okupacją niemiecką. W 1944 miejscowość została ponownie zajęta przez wojska sowieckie i włączona do Białoruskiej SRR.